# Roger Aubert
Roger Aubert (Ixelles, 16 gennaio 1914 – Schaerbeek, 2 settembre 2009) è stato un presbitero, storico e teologo belga, specialista della vita del cattolicesimo dell'Ottocento e del Novecento, specialmente del Papato.

## Biografia
Nipote dell'egittologo Jean Capart (1877-1947), compì gli studi secondari all'Institut Saint-Boniface-Parnasse (Ixelles). Ottenne la laurea in storia all'Università cattolica di Lovanio nel 1933 e studiò teologia al Seminario di Malines.
Aubert fu ordinato sacerdote nel 1938 - prima dell'invasione del Belgio - proseguendo poi gli studi teologici all'università cattolica di Lovanio. Accumulò in pochi anni (1939-1945) i gradi di dottore e "Magister Sacrae Theologiae". Nel 1951 divenne canonico onorario.
Fu professore successivamente al Seminario di Malines (1944-1952) e alla stessa università dal 1952 al 1983. 
La sua bibliografia conta oltre 500 titoli.

### Riconoscimenti
Membro di diverse commissioni storiche, parecchie lauree honoris causa (nelle università di Nimega, 1963; Milano, 1965; Tubinga, 1967; Graz, 1985); membro del Pontificio Comitato di Scienze Storiche (1968); e del Consiglio scientifico dell'Istituto Paolo VI di Brescia (1980), della British Academy (1980), presidente del Comitato scientifico della Fondazione Giuseppe Sarto, istituzione culturale costituita nel 1985 dal Comune di Riese (nel 1988).
Nell'occasione del suo novantacinquesimo compleanno, i suoi colleghi e studenti pubblicarono un Festschrift: La papauté contemporaine (XIXe-XXe siècles) - Il papato contemporaneo (secoli XIX-XX).